# Flora Robson

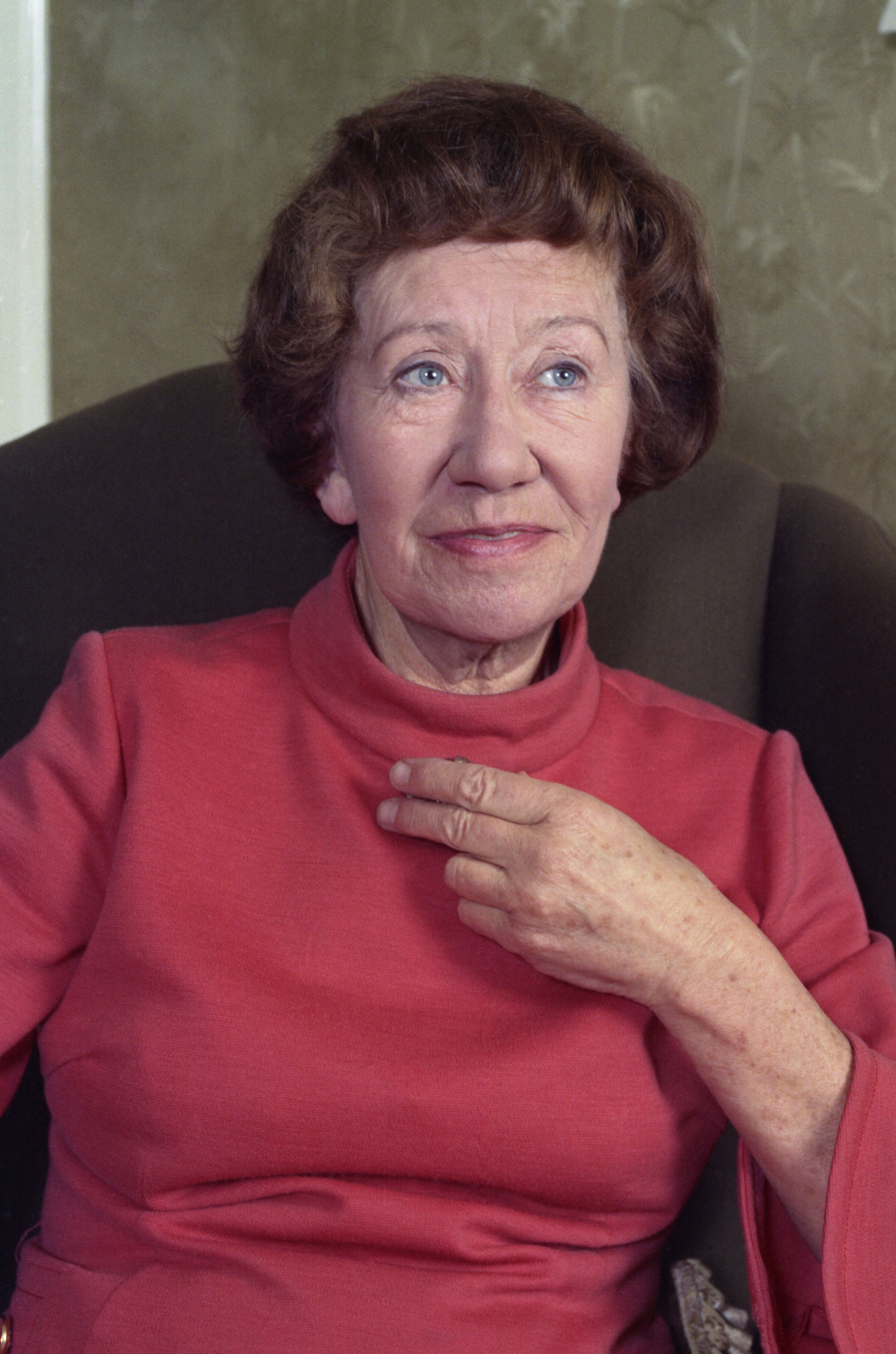
Dame Flora Robson (fotografiert von Allan Warren, 1974)

Dame Flora McKenzie Robson, DBE (* 28. März 1902 in South Shields, Durham; † 7. Juli 1984 in Brighton, East Sussex) war eine britische Theater- und Filmschauspielerin.

## Leben und Karriere
Flora Robson war über 60 Jahre lang eine der herausragenden Theaterschauspielerinnen Großbritanniens. In den 1940er- und 1950er-Jahren trat sie auch mehrfach am Broadway in New York auf. Als Filmschauspielerin erregte sie 1934 erste Aufmerksamkeit mit der Darstellung der Zarin Elisabeth in Katharina die Große. In den folgenden Jahrzehnten war Robson als Charakterdarstellerin in britischen und amerikanischen Filmen und Theaterproduktionen erfolgreich.
Eine ihrer bekanntesten Rollen wurde 1937 die Darstellung der britischen Königin Elisabeth I. in Feuer über England. Sie spielte diese Rolle nochmals drei Jahre später im Hollywood-Abenteuerstreifen Der Herr der sieben Meere an der Seite von Errol Flynn. Zu ihren weiteren bekannten Filmrollen zählen die Erzählerin Ellen Dean in William Wylers Literaturverfilmung Sturmhöhe (1939) mit Laurence Olivier und Merle Oberon sowie die Nonne Philippa in Die schwarze Narzisse (1947) neben Deborah Kerr.
Bekannt wurde sie vor allem durch ihre dramatischen und emotionalen Film- und Theaterauftritte. 1947 erhielt Robson für ihre Nebenrolle als haitianisches Dienstmädchen in Spiel mit dem Schicksal ihre einzige Oscar-Nominierung in der Kategorie Beste Nebendarstellerin. Zu ihren späten Filmrollen zählten das mordende Dienstmädchen Miss Milchrest im Miss-Marple-Film Der Wachsblumenstrauß (1963) sowie die Miss Binns in John Fords letzter Filmarbeit Sieben Frauen (1966). Ab den 1950er-Jahren spielte sie auch regelmäßig im Fernsehen. Zuletzt stand sie 1981 in Kampf der Titanen vor der Kamera. Ihr filmisches Schaffen umfasst insgesamt über 75 Film- und Fernsehproduktionen.
Robson war nie verheiratet und hatte keine Kinder. Aufgrund ihrer Verdienste um die Schauspielerei wurde sie 1960 vom britischen Königshaus in den Adelsstand erhoben. Sie starb 1984 im englischen Küstenort Brighton mit 82 Jahren an einer Krebserkrankung.

## Filmografie (Auswahl)
- 1931: A Gentleman of Paris
- 1934: Katharina die Große (The Rise of Catherine the Great)
- 1937: Feuer über England (Fire Over England)
- 1939: Sturmhöhe (Wuthering Heights)
- 1939: Zwölf Monate Bewährungsfrist (Invisible Stripes)
- 1940: Der Herr der sieben Meere (The Sea Hawk)
- 1945: Das Spiel mit dem Schicksal (Saratoga Trunk)
- 1945: Caesar und Cleopatra (Caesar and Cleopatra)
- 1946: Die Jahre dazwischen (The Years Between)
- 1947: Viel Vergnügen (Holiday Camp)
- 1947: Die schwarze Narzisse (Black Narcissus)
- 1948: Königsliebe (Saraband for Dead Lovers)
- 1948: Tanz in den Abgrund (Good-Time Girl)
- 1953: Malta Story (Malta Story)
- 1954: Romeo und Julia (Romeo and Juliet)
- 1957: Schau nicht zurück (High Tide at Noon)
- 1958: Kleine Übeltäter (Innocent Sinners)
- 1958: Dämon Weib (The Gypsy and the Gentleman)
- 1963: Der Wachsblumenstrauß (Murder at the Gallop)
- 1963: 55 Tage in Peking (55 Days in Peking)
- 1964: Schüsse in Batasi (Guns at Batasi)
- 1965: Cassidy, der Rebell (Young Cassidy)
- 1965: Die tollkühnen Männer in ihren fliegenden Kisten (Those Magnificent Men in Their Flying Machines or How I Flew from London to Paris in 25 Hours 11 Minutes)
- 1966: Sieben Frauen (7 Women)
- 1966: Die schwarze 13 (Eye of the Devil)
- 1967: A King’s Story (nur Stimme)
- 1967: Die verschlossene Tür (The Shuttered Room)
- 1971: Der Keller (The Beast in the Cellar)
- 1971: Heißkaltes Blut (The Beloved)
- 1972: Alice im Wunderland (Alice’s Adventures in Wonderland)
- 1974: Das Gespenst von Canterville (The Canterville Ghost, Fernsehfilm)
- 1978: Die Elenden (Les Miserables)
- 1979: Schatten um Dominique (Dominique)
- 1980: Eine Geschichte zweier Städte (A Tale of Two Cities, Fernsehfilm)
- 1981: Kampf der Titanen (Clash of the Titans)